# Ari Folman
Ari Folman (hebreu: ארי פולמן‎) (nascut el 17 de desembre de 1962) és un director de cinema, guionista i animador i compositor de bandes sonores israelià. Va dirigir la pel·lícula documental d'animació nominada a l'Oscar Vals Im Bashir (2008) i el llargmetratge d’imatge real The Congress. És membre de l'Acadèmia de les Arts i les Ciències Cinematogràfiques.

## Biografia
Ari Folman va néixer a Haifa. Els seus pares eren jueus polonesos supervivents de l'Holocaust. Va servir a les FDI durant la guerra del Líban de 1982, i va estar a la zona de la matança de Sabra i Xatila. La dona de Folman, Anat Asulin, també és directora de cinema. Viuen a Tel-Aviv.

## Carrera cinematogràfica
El 2006, Folman va ser l'escriptor principal de la famosa sèrie dramàtica de Hot 3 BeTipul.
Els records d'Ari Folman de les conseqüències de la massacre de Sabra i Xatila de 1982, que va tenir lloc quan ell era un soldat de 19 anys, van servir de base per a la seva pel·lícula Vals Im Bashir. La pel·lícula segueix el seu intent de reviure els seus records de la guerra a través de la teràpia, així com converses amb vells amics i altres israelians que estaven presents a Beirut durant l'època de la massacre.
On és Anne Frank? és una pel·lícula dramàtica d'animació basada en la vida d'Anne Frank, que va ser assassinada a l'Holocaust.

## Premis i reconeixements
- Premi Ophir - Millor director - Saint Clara (1996)
- Festival Internacional de Cinema de Karlovy Vary - Premi Especial del Jurat - Saint Clara (1996)
- Premi de l'Acadèmia de Televisió Israeliana - Millor guió per a una sèrie dramàtica (juntament amb 5 guionistes més) - Betipul (2006)
- Destinatari del Fons Lynn i Jules Kroll per a la pel·lícula documental jueva[10] - Vals Im Bashir (2007)
- Premi Ophir - Millor director - Vals Im Bashir (2008)
- Premi Ophir - Millor guió - Vals Im Bashir (2008)
- Globus d'Or a la millor pel·lícula de parla no anglesa - Vals Im Bashir (2008)[11][12]
- Premis del Sindicat de Directors dels Estats Units - Assoliment destacat de la direcció en documental- Vals Im Bashir (2008)[13]
- Premis del Sindicat de Guionistes dels Estats Units – Millor guió documental - Vals Im Bashir (2008)
- Animafest Zagreb - Grand Prix a la millor pel·lícula - Vals Im Bashir (2009)
- Tokyo Anime Award - Categoria de pel·lícules d'animació de l'any - The Congress (2014)

## Filmografia
- Sha'anan Si (1991, curt documental, amb Ori Sivan)
- Clara Hakedosha (1996, amb Ori Sivan)
- Made in Israel (2001)
- Vals Im Bashir (2008)
- The Congress (2013)
- On és Anne Frank? (2021)[9]